# Севастопольская улица (Минск)
Улица Севастопольская (бел. Севастопальская вуліца) — улица в восточной части Минска. Улица проходит вдоль Севастопольского парка. Улица возникла в 1950-х годах. Большая часть домов на нечетной стороне Севастопольской улицы — это жилая застройка малой этажности и частные дома.

## На улице расположены
- д. 54 — Специальная общеобразовательная школа № 14 для детей с нарушением слуха г. Минска
- д. 56 — Республиканский реабилитационный центр для детей-инвалидов
- д. 121 — Филиал «Междугородная связь» РУП «Белтелеком»